# بحيرة ويلوبي
بحيرة ويلوبّي (بالإنجليزية: Lake Willoughby) هي بحيرة جبلية تقع في مقاطعة أورليانز في ولاية فيرمونت في الولايات المتحدة. تعتبر أعمق بحيرة داخل الولاية، حيث يصل أقصى عمق لها إلى حوالي 100 متر، وتمتد لمسافة حوالي 8 كيلومترات، ومحاطة بجبال بيسغاه وهور.

## الجغرافيا والتاريخ
تكونت بحيرة ويلوبّي منذ حوالي 12,000 سنة بفعل الحركات الجليدية، وتعتبر واحدة من أهم المعالم الطبيعية في ولاية فيرمونت.

## الأنشطة والتنوع البيولوجي
تشتهر البحيرة بمياهها النقية وتحتوي على أنواع مختلفة من الأسماك مثل التراوت والسلمون والباس. كما يستخدم الزوار البحيرة في السباحة وركوب القوارب والتخييم.